# Custòdia de Terra Santa
La Custòdia de Terra Santa és una província de l'orde dels Frares Menors; que inclou Egipte, Israel, Territoris Palestins, Síria, Jordània, Líban, Xipre i l'illa de Rodes. Una custòdia dins la família franciscana és el territori on realitzen les seves activitats els franciscans, on estan agrupats convents i institucions de l'orde. Està dirigida per un custodi. Des d'un punt de vista històric i simbòlic la més important és la Custòdia Franciscana de Terra Santa o Custòdia de Terra Santa, del llatí Custodia Terrae Sanctae.
Les seves funcions són la realització de la litúrgia en els Sants Llocs a través de la coordinació de les esglésies locals, la recepció dels pelegrins provinents d'arreu del món per pregar-hi, l'assistència en el sosteniment de les estructures que s'hi troben i també activitats ecumèniques, docents i d'investigació bíblico-arqueològica, les institucions acadèmiques de referència són el Studium Biblicum Franciscanum de Jerusalem i l'Institut Arqueològic Franciscà (Mont Nebo, Jordània)

## Cronologia

Creu de Jerusalem, armes del Regne de Jerusalem símbol que és font d'inspiració de la Creu de la Custòdia de Terra Santa.

- 1217: L'Orde Franciscà es divideix en províncies: naixement de la Província de Terra Santa.
- 1219: Sant Francesc d'Assís arriba a Egipte i es troba amb el sultà al-Malik al-Kamil.
- 1229: Els franciscans es van establir a Jerusalem, prop de la Cinquena Estació de la Creu.
- 1323: Servei i humil habitatge al Sant Sepulcre, per 12 dominics catalans.[1][2][3]
- 1335: Fundació del Convent del Cenacle.
- 1342: Erecció canònica de la Custòdia de Terra Santa per la butlla Summus omnium magister del Papa Climent VI.[4]
- 1347: Disposició definida del santuari de la Nativitat a Betlem.
- 1361: Pere el Cerimoniós dona instruccions al cònsol dels catalans a Alexandria sobre els lloc catalans de Terra Santa. Confirma les concessions de l'anterior soldà al seu pare sobre el Sant Sepulcre i la Basílica de la Nativitat.[5]
- 1362: Pere el Cerimoniós envia 300 oficials per a construir el sepulcre i reedificar el convent.[6]
- 1363: Carta de Pere el Cerimoniós al soldà de Babilònia.[7]
- 1363: Presa de possessió de la Tomba de la Verge, conservada fins a 1757.[8]
- 1392: Restauració de la Gruta dels Apòstols, al nord del Jardí de les Oliveres.
- 1397: Joan I escriu a Ceyt Barcoch dient que els monestirs de Montsió i de Betlem venen a menys per falta d'obra.[8]
- 1485: Compra d'Ein Kàrem, lloc de naixement de Joan Baptista.
- 1551: Expulsió definitiva del Cenacle.
- 1557: La seu de la Custòdia va al convent de Sant Salvador a Jerusalem.
- 1620: Compra de les ruïnes del Santuari de l'Anunciació a Natzaret.
- 1631: Compra a Mont Tabor de les ruïnes del santuari de la Transfiguració pel pare Diego Campanile da Sanseverino.
- 1679: Adquisició de la propietat del santuari de la Visitació a Ein Kàrem.
- 1889: La Cinquena Estació, Dominus Flevit, Taghba i les ruïnes de Magdala a formar part del patrimoni de l'habitatge.
- 1894: Adquisició de les ruïnes de Cafarnaüm.
- 1917: A causa de la Primera Guerra Mundial, els frares menors en risc d'empresonament.
- 1920: Benet XV nomena sant Antoni de Pàdua «patró especial i protector de Custòdia».
- 2002: Constitució de l'Associació de Terra Santa, organització sense ànim de lucre destinada a la realització de projectes de curt i mitjà termini en les àrees d'habitatge.